# Jason Miller (ator)
John Anthony Miller, mais conhecido como Jason Miller, (Nova York, 22 de abril de 1939 - Scranton, 13 de maio de 2001) foi um ator, dramaturgo e diretor norte-americano.
Recebeu o Prêmio Pulitzer na Categoria Drama em 1973, por sua peça That Championship Season, e foi amplamente reconhecido por seu papel como Padre Damien Karras no filme de terror O Exorcista de 1973, reprisando o papel em O Exorcista III em 1990. Mais tarde se tornou diretor artístico do Teatro Público Scranton em Scranton, onde That Championship Season foi encenada.

## Biografia
Miller nasceu em Nova York, em 1939. Era filho de Mary Claire (née Collins), uma professora e John A. Miller, um eletricista. Sua família mudou-se para Scranton, na Pensilvânia em 1941. Miller estudou no colégio St. Patrick e cursou a Universidade de Scranton, onde graduou-se em filosofia. Em seguida, foi para a Universidade Católica da América, em Washington, D.C., onde estudou no departamento de drama para obter um mestrado na área. Porém, ele faltou em várias aulas, desobedeceu as normas do dormitório estudantil e nunca conseguiu o título.

## Carreira
Miller alcançou ao estrelato em 1973, ao vencer um Prêmio Pulitzer em sua obra, That Championship Season. Nesse mesmo ano, foi lhe oferecido o papel do sacerdote, Padre Damien Karras, em  O Exorcista, para qual ele foi indicado para o Prêmio da Academia de Melhor Ator Coadjuvante. Após a sua nomeação para O Exorcista, foi lhe oferecido o papel principal em Taxi Driver, mas recusou.
Em 1982, Miller dirigiu a versão cinematográfica de That Championship Season.[carece de fontes?] O Elenco escolhido foi Robert Mitchum (substituindo William Holden, que morreu antes do início das filmagens), Paul Sorvino, Martin Sheen, Stacy Keach e Bruce Dern. Sua carreira no cinema foi esporádica, ele preferia trabalhar no teatro. Miller foi o co-fundador do Teatro Público Scranton. Como diretor, Miller dirigiu e estrelou várias produções.

## Vida Pessoal
Miller é pai dos atores Jason Patric (da primeira esposa Linda Gleason filha de Jackie Gleason) e Joshua Miller (da segunda esposa Susan Bernard). Em 1982, Miller voltou ao Scranton para tornar diretor artístico do Teatro Público Scranton.
Em 13 de maio de 2001, Miller morreu de um ataque cardíaco.

## Filmografia
| Ano  | Trabalho                          | Papel                 | Notas                                                               |
| ---- | --------------------------------- | --------------------- | ------------------------------------------------------------------- |
| 1973 | O Exorcista                       | Padre Damien Karras   | Indicado — Melhor Ator Coadjuvante                                  |
| 1974 | The Nickel Ride                   | Cooper                |                                                                     |
| 1975 | A Home of Our Own                 | Father William Wasson | TV                                                                  |
| 1976 | F. Scott Fitzgerald in Hollywood  | F. Scott Fitzgerald   | TV                                                                  |
| 1976 | El Perro                          | Aristides Ungria      | The Dog Vengeance                                                   |
| 1977 | The Devil's Advocate              |                       | Filme de 1977                                                       |
| 1978 | The Dain Curse                    | Owen Fitzstephan      | TV Mini-Serie                                                       |
| 1979 | Vampire                           | John Rawlins          | TV                                                                  |
| 1980 | Marilyn: The Untold Story         | Arthur Miller         | TV                                                                  |
| 1980 | The Ninth Configuration           | Lt. Frankie Reno      | Twinkle, Twinkle, Killer Kane                                       |
| 1980 | The Henderson Monster             | Dr. Tom Henderson     | TV                                                                  |
| 1981 | The Best Little Girl in the World | Clay Orlovsky         | TV                                                                  |
| 1982 | That Championship Season          |                       | Escritor/Diretor Indicado - Urso de Ouro no 33º Festival de Berlim. |
| 1982 | Monsignor                         | Don Vito Appolini     |                                                                     |
| 1984 | A Touch of Scandal                | Garrett Locke         | TV                                                                  |
| 1984 | Toy Soldiers                      | Sarge                 |                                                                     |
| 1984 | Terror in the Aisles              |                       |                                                                     |
| 1987 | Deadly Care                       | Dr. Miles Keefer      | TV                                                                  |
| 1987 | Light of Day                      | Benjamin Rasnick      |                                                                     |
| 1990 | O Exorcista III                   | Paciente X            | (Padre Damien Karras)                                               |
| 1992 | Small Kill                        | Mikie                 |                                                                     |
| 1993 | Rudy                              | Ara Parseghian        |                                                                     |
| 1995 | Mommy                             | Lieutenant March      |                                                                     |
| 1995 | Murdered Innocence                | Detective Rollins     |                                                                     |
| 1998 | Trance                            | The Doctor            | The Eternal                                                         |
| 1999 | That Championship Season          |                       | TV Escritor                                                         |
| 2000 | Slice                             |                       |                                                                     |
| 2002 | Paradox Lake                      |                       |                                                                     |
| 2003 | Finding Home                      | Lester Bownlow        |                                                                     |